# アルミランテ・コンデル (水雷砲艦)

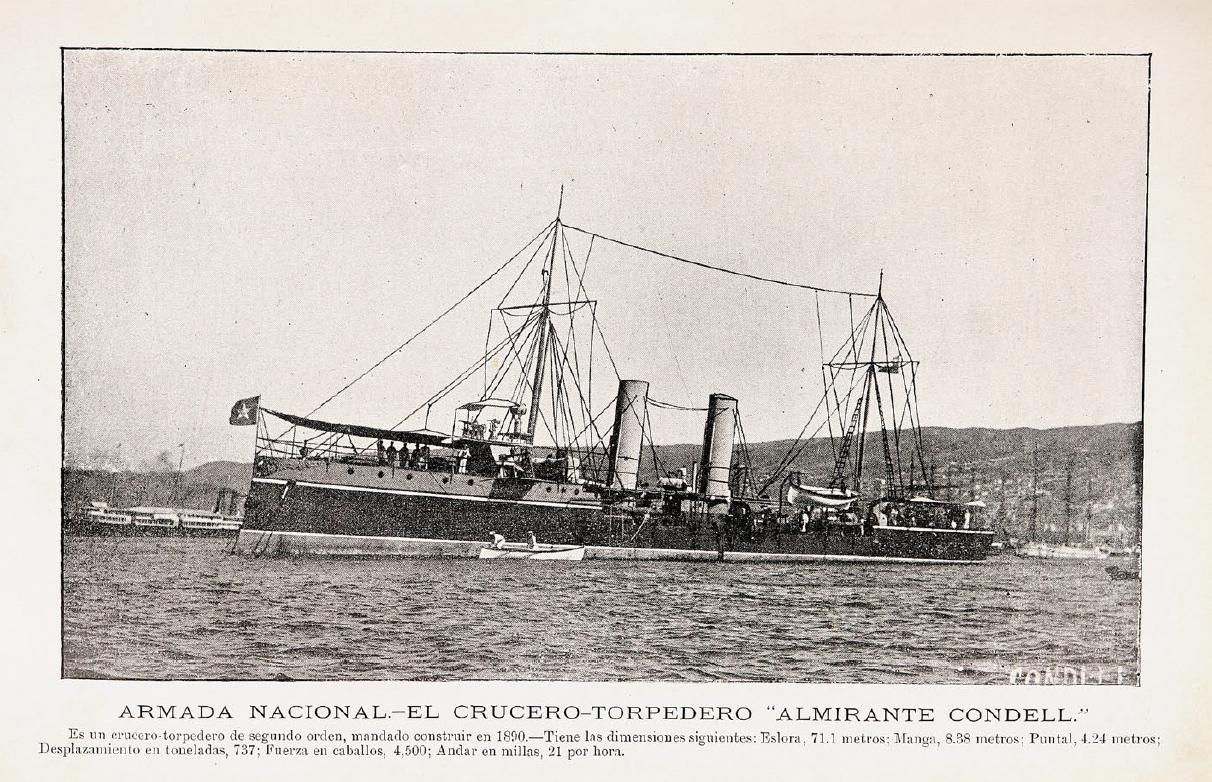
「アルミランテ・コンデル」

アルミランテ・コンデル (Almirante Condell) はチリ海軍の水雷砲艦。アルミランテ・リンチ級/シャープシューター級。
排水量713トン、垂線間長230フィート (70.10m)、幅27フィート6インチ (8.38m)、速力20.3ノット。兵装は3インチ砲3門、3ポンド砲4門、魚雷発射管5門（艦首1、両舷各2）。1900年に3インチ砲と3ポンド砲は6ポンド砲6門に換装された。
バーケンヘッドのレアード・ブラザーズ社で建造。1889年起工。18893月10日に進水し、同年末に竣工した。
1891年1月の内戦発生時、「アルミランテ・コンデル」と同型の「アルミランテ・リンチ」はイギリスからチリへ向かっている途中であった。「アルミランテ・コンデル」は2月にチリに着き、政府側に加わったが、機関やボイラーン状態が悪く4月中旬までは活動不能であった。
4月23日、「アルミランテ・コンデル」と「アルミランテ・リンチ」はCaldera湾に停泊していた装甲艦「ブランコ・エンカラダ」を攻撃。「アルミランテ・コンデル」の発射した魚雷3本は外れたが、「アルミランテ・リンチ」の発射した魚雷2本のうちの1本が命中し、「ブランコ・エンカラダ」は沈没した。その後2隻は輸送船「Aconcagua」と交戦した。その時の状況は両者の主張が異なっており、「アルミランテ・コンデル」と「アルミランテ・リンチ」を指揮していたMoragaによれば次のようである。2隻は「Aconcagua」の砲を沈黙させ同船を停止させたものの、水平線上に現れた煙を巡洋艦「エスメラルダ」のものと思い、また「アルミランテ・リンチ」のボイラーで問題が発生していたこともあって、その場を離れた。しかしそれは実際はイギリス艦「Warspite」であり、その間に「Aconcagua」は要塞のもとに退避した。一方、「Aconcagua」側によれば次のようになっている。「Aconcagua」は「アルミランテ・コンデル」、「アルミランテ・リンチ」と交戦し、片方に命中弾を与えて落伍させた。その後もう一隻の方へ向かったところ、相手は撤退した。
5月17日、「アルミランテ・コンデル」は議会派の艦隊のいたイキケ沖に現れ、砲撃を実施。また、港内に入って魚雷1発を発射したようである。5月19日にも「アルミランテ・コンデル」は「アルミランテ・リンチ」、「Imperial」と共にイキケ沖に現れ攻撃を実施した。この時は外装水雷装備の「アルミランテ・コンデル」のランチが自身の水雷の爆発で破壊されている。前者の時は「アルミランテ・コクレーン」に、後者の時は「ワスカル」と「アブタオ」に追跡されるも、問題なく逃げ切った。 
議会派の軍は8月20日にバルパライソの北に上陸し、バルパライソへ向かった。「アルミランテ・コンデル」と「Imperial」は北方からの増援部隊の輸送を行い、それに従事中の8月28日にバルパライソが陥落するとカヤオへ向かって正式な政府発足までリマのチリ公使の管理下に入った。
1914年に「Talcahuano」に改名。
1919年6月26日のD.S. N 1.121により、退役譲渡となった。